# Victor Vermeire
Victor Désiré Vermeire (Sint-Gillis, 6 augustus 1883 - Brussel, 2 maart 1961) was een Belgisch senator.

## Levensloop
Vermeire was beroepshalve lederbewerker en werd vakbondssecretaris.
Hij was 
- secretaris van de Union Centrale Belge des Ouvriers et Agents des Services Publics de l'agglomération bruxelloise,  vanaf 1913,
- lid van het comité Union des syndicats de l'arrondissement de Bruxelles,
- lid van het federaal comité BWP federatie Brussel (1885-1940),
- secretaris van de Brussels federatie van socialistische gemeente- en provincieraadsleden,
- secretaris van de afdeling 'Werklieden' in de Landelijke Centrale der Arbeiders in Openbare Diensten (Gewestelijke Afdeling Brussel).

Hij werd verkozen tot provincieraadslid voor Brabant (1921-1944) en tot gemeenteraadslid voor Brussel (1921-1961). 
In september 1944 werd hij socialistisch senator voor het arrondissement Brussel in opvolging van de tijdens de oorlog overleden Pierre Lalemand. Hij vervulde dit mandaat tot in januari 1946.